# Z8 Bruno Heinemann
Z8 Bruno Heinemann – niemiecki niszczyciel typu 1934A (Leberecht Maass) z okresu przedwojennego i II wojny światowej.

## Budowa
Zamówiony 9 stycznia 1935, położenie stępki – 14 stycznia 1936, wodowanie – 15 września 1936, wejście do służby – 8 stycznia 1938. Zbudowany w stoczni Deschimag AG w Bremie (numer stoczniowy W902). W systemie oznaczeń niemieckich niszczycieli miał przydzielony numer Z-8, przed wojną nosił numer burtowy 63. Nazwę nadano mu na cześć niemieckiego kapitana marynarki Bruna Heinemanna – I oficera na pancerniku „König”, zabitego podczas powstania marynarzy w Kilonii 5 listopada 1918, kiedy nie chciał dopuścić do zerwania bandery cesarskiej (wraz z Wolfgangiem Zenkerem).

## Służba
W 1939 na „Bruno Heinemann” testowano uzbrojenie z 4 dział kalibru 150 mm, ustawionych na pozycjach 1, 2, 3 i 5, przeznaczonych dla niszczycieli typu 1936A. Przed wybuchem wojny przywrócono uzbrojenie do standardowych 5 dział 127 mm.
Tuż przed wybuchem II wojny światowej i podczas kampanii wrześniowej patrolował polskie wybrzeże (30 sierpnia 1939 natknął się na trzy polskie niszczyciele wykonujące plan Peking). Nie brał udziału w starciach podczas kampanii. 29 września 1939 atakowany nieskutecznie przez brytyjskie bombowce Hampden koło Helgolandu (wraz z „Paulem Jacobi”), przy czym niemieckie okręty uszkodziły jeden bombowiec.
W dniach 12–13 grudnia 1939 wziął udział w operacji stawiania min na wodach angielskich pod Newcastle (z niszczycielami: „Erich Steinbrinck”, „Hermann Künne”, „Friedrich Ihn” i „Richard Beitzen”). Odniósł wówczas uszkodzenia od niewielkiego pożaru w maszynowni. 10–11 stycznia 1940 i 9–10 lutego 1940 uczestniczył w dwóch kolejnych operacjach stawiania min na wodach angielskich (z niszczycielami „Wolfgang Zenker” i „Erich Koellner”). Wziął następnie udział w inwazji na Norwegię (operacji Weserübung), w grupie zajmującej Trondheim 9 kwietnia 1940, przewożąc wojsko na swoim pokładzie. Od końca kwietnia do maja 1940 brał udział w osłonie trzech operacji minowych. Od czerwca do października 1940 w remoncie (w porównaniu z niektórymi innymi okrętami typu, nie został wyposażony w hydrolokator).
W kwietniu 1941 wzmocniono lekkie uzbrojenie plot do 9 działek 20 mm. 6 kwietnia 1941 „Bruno Heinemann” wraz z niszczycielami „Erich Steinbrinck” i „Friedrich Ihn” przebazowano na zachód Francji, do Brestu, później La Pallice, głównie dla eskortowania w Zatoce Biskajskiej niemieckich rajderów i statków przerywających blokadę. Dopiero 6 września 1941 powrócił do Niemiec (remont do listopada 1941).
W dniach 14–17 stycznia 1942 eskortował pancernik „Tirpitz” z Wilhelmshaven do Trondheim. W trakcie przygotowań do operacji Cerberus i przebazowania niszczycieli do Francji, 25 stycznia 1942 po godz. 21 „Bruno Heinemann” zatonął na dwóch brytyjskich lotniczych minach magnetycznych na północ od Dunkierki, na pozycji  51°16'N, 02°15'E (93 zabitych, 234 uratowanych, z czego 5 zmarło).
Historia konstrukcji i opis okrętu – w opisie niszczycieli typu 1934A.

## Dane techniczne
- wyporność:
  - standardowa: 2171 t
  - pełna: 3110 t
- wymiary:
  - długość: 119 m
  - szerokość: 11,3 m
  - zanurzenie: 3,8-4,3 m
- napęd: 2 turbiny parowe o mocy łącznej 70 000 KM, 6 kotłów parowych Wagnera (ciśnienie pary 70 atm), 2 śruby
- prędkość maksymalna: 38 w.
- zasięg: 1900 mil morskich przy prędkości 19 w.
- zapas paliwa: 770 t. mazutu
- załoga: 325

Uzbrojenie i wyposażenie: 
- 5 dział 127 mm SK C/34 w pojedynczych stanowiskach, osłoniętych maskami (5xI)
  - długość lufy L/45 (45 kalibrów), donośność maksymalna 17.400 m, kąt podniesienia +30°, masa pocisku 28 kg (rzeczywisty kaliber 128 mm).
- 4 działka przeciwlotnicze 37 mm LC/30 podwójnie sprzężone (2xII)
- 6-9 działek przeciwlotniczych 20 mm (6xI)
- 8 wyrzutni torpedowych 533 mm (2xIV), 12-16 torped
- 18 bomb głębinowych (zrzutnia bg)
- możliwość zabrania 60 min morskich

- szumonamiernik GHG
- system kierowania ogniem artylerii głównej: dwa 4-metrowe dalmierze stereoskopowe (na nadbudówce dziobowej i śródokręciu), centrala artyleryjska C34/Z